# Мещерский, Александр Александрович
Александр Александрович Мещерский (1 июня 1844, Московская губерния — после 1917 ?) — князь из рода Мещерских, близкий друг путешественника Н. Н. Миклухо-Маклая.
Родился в 1844 году в Московской губернии. Будучи студентом историко-филологического факультета Петербургского университета, в 1861 году принимал участие в студенческих волнениях. С 5 октября по 7 декабря 1861 года содержался в Петропавловской крепости; отпущенный на волю, оставался под гласным надзором полиции.
Учился в Йенском университете. Был одним из самых близких друзей путешественника Н. Н. Миклухо-Маклая ещё со времени обучения обоих в гимназии, в своё время — тоже заключённым Петропавловской крепости. С лета 1866 года они снимали комнаты в доме пекаря Хуфельдта. В 1868 году Миклуха познакомился с Аурелией — дочерью профессора статистики Бруно Гильдебранда, наставника А. Мещерского. Сохранилось 32 письма Аурелии к А. Мещерскому, в которых её отношения с Николаем Миклухой занимают много места.
Организовав сбор средств, князь Александр помог Миклухе снарядить экспедицию в Новую Гвинею. Вёл с ним оживленную переписку, сохранилось 406 писем от Н. Н. Миклухо-Маклая, который также назвал именем князя Мещерского новогвинейские мыс и банку (губу). Также Н. Н. Миклухо-Маклаем в честь А. А. Мещерского была названа гора Мещерского (Новая Гвинея, 5°36′ ю.ш., 145°46′ в.д.).
В 1869 году Мещерский защитил в Йене диссертацию на тему «Национально-экономические взгляды Дэвида Юма». Будучи секретарем отделения статистики Русского географического общества, в 1874 году издал совместно с К. Н. Модзалевским «Свод материалов по кустарной промышленности в России».
Во время русско-турецкой войны 1877—1878 годов активно участвовал в организации медико-санитарного обслуживания русской армии. После окончания войны нигде не служил, подолгу жил за границей. После 1917 года поселился в Румынии, дальнейшая судьба неизвестна.
Был женат на княжне Святополк-Четвертинской.